# Chad Cromwell
Chad Cromwell (Paducah, 14 giugno 1957) è un batterista statunitense.
Ha lavorato con Neil Young, Crosby, Stills, Nash & Young, Mark Knopfler, Brian Wilson, Joan Baez, Vince Gill, Joe Walsh, Amy Grant, Michael Bolton, Cyndi Lauper, Lady Antebellum, Emmylou Harris, Lionel Richie, Stevie Nicks, Willie Nelson, Trisha Yearwood, Miranda Lambert, Peter Frampton, Allison Moorer, Chris Knight, Joss Stone, The Beach Boys e Bonnie Tyler.